# Tisha Venturini
Tisha Lea Venturini-Hoch (* 3. März 1973 in Modesto, Kalifornien) ist eine ehemalige US-amerikanische Fußballspielerin. Sie spielte neun Jahre in der US-amerikanischen Nationalmannschaft, mit der sie 1996 die olympische Goldmedaille und 1999 die Weltmeisterschaft gewann.

## Leben und Karriere
Tisha spielte von 1991 bis 1994 für die Tar Heels, die Mannschaft der University of North Carolina at Chapel Hill und danach in der USL W-League für die San Jose CyberRays, die Delaware Genies und erneut die Bay Area CyberRays.
Ihr erstes Länderspiel bestritt sie am 14. August 1992 beim 1:3 gegen Norwegen und war ab da Stammspielerin. Ihr erstes Länderspieltor erzielte sie am 10. August 1993 beim 3:0 gegen Deutschland, nachdem die Mannschaft zuvor zweimal hintereinander gegen Deutschland verloren hatte. Ihr erstes größeres Turnier war die CONCACAF Women’s Championship 1993, die ihre Mannschaft gewann. Beim darauf folgenden Algarve-Cup, der 1994 erstmals ausgetragen wurde und bei dem die USA Zweiter wurden, kam sie aber nicht zum Einsatz. Unmittelbar darauf gehörte sie dann aber wieder zur Stammelf und wurde nur beim 10:0 gegen Jamaika im Rahmen der CONCACAF Women’s Championship 1994 nicht eingesetzt. Durch den Sieg bei diesem Turnier qualifizierten sich die USA für die WM 1995. Auch bei der WM wurde sie in allen Spielen eingesetzt und erzielte zwei Tore, darunter eins im Spiel um Platz 3 gegen die Volksrepublik China. Unmittelbar nach der WM gelangen ihr beim ersten U.S. Cup der Frauen beim 9:0 gegen die Republik China (Taiwan) erstmals drei Tore in einem Länderspiel. Im Januar 1996 wurde sie dann aber nicht beim „Brazil Soccer Cup“ eingesetzt, bei dem Kristine Lilly und Mia Hamm als erste US-Spielerinnen ihr 100. Länderspiel machten. Ihr eigenes 100. Länderspiel folgte am 8. Mai 1998. Zuvor hatte sie beim ersten olympischen Fußballturnier der Frauen bei den Olympischen Spielen in Atlanta die Goldmedaille gewonnen. Dabei hatte sie im ersten olympischen Spiel der US-Girls beim 3:0 gegen Dänemark das erste Tor erzielt. Auch beim zweiten Spiel gegen Schweden gelang ihr das erste Tor.
Auch 1997 gehörte sie noch zur Startelf, wurde nun aber in den meisten Spielen ausgewechselt. Ab 1998 wurde sie dann in der Regel eingewechselt, besorgte aber am 22. April 1999 nach ihrer Einwechslung den 2:1-Siegtreffer gegen China und wurde in den Kader für die WM 1999 berufen. Vor der WM spielte sie im Februar 1999 aus Anlass der Auslosung der Gruppen der WM 1999 mit der Nationalmannschaft gegen eine FIFA-Weltauswahl. Das Spiel wird aber nicht als offizielles Länderspiel gezählt. Bei der WM hatte sie aber im Wesentlichen die Aufgabe ihre Mitspielerinnen von der Bank aus zu motivieren und kam erst im dritten Gruppenspiel gegen Nordkorea selber zum Einsatz, da Trainer Tony DiCicco einige zuvor eingesetzte Spielerinnen schonen wollte. Sie machte dann aber mit zwei Toren den 3:0-Sieg perfekt. Danach wurde sie nur noch im Finale fünf Minuten vor dem Ende der Verlängerung eingewechselt, konnte das Elfmeterschießen aber auch nicht verhindern. In diesem musste sie nicht antreten, wurde aber Weltmeisterin da alle fünf Mitspielerinnen trafen und ihre Torhüterkollegin einen Elfmeter halten konnte. In den vier ersten Spielen nach der WM wurde sie jeweils eingewechselt, dann fanden fünf Spiele ohne sie statt, ehe sie im Februar 2000 sowie bei den Gruppenspielen des Algarve-Cup 2000 wieder in der Startelf stand. Im Finale, das ihre Mitspielerinnen mit 1:0 gegen Norwegen gewannen und damit erstmals Algarve-Cup-Sieger wurden, wurde sie nicht eingesetzt. So blieb das Gruppenspiel gegen Schweden am 16. März 2000 ihr 134. und letztes Länderspiel in den sie 47 Tore erzielte, womit sie derzeit auf dem 11. Platz der Torschützinnenliste liegt (Stand: 4. September 2018). Dabei wurde die Zahl ihrer Länderspiele und Tore erst im August 2016 auf 134 Spiele und 47 Tore gestellt, nachdem der US-Verband bei der Überprüfung seiner Statistik auf zwei im Januar 1995 durchgeführte Länderspiele gestoßen war, die bis dahin nicht berücksichtigt wurden und in denen sie einen Einsatz hatte. In einigen noch nicht aktualisierten Statistiken wird sie daher noch mit 132 Länderspielen geführt.
Nach ihrer aktiven Zeit gründete sie zusammen mit ihren früheren Mitspielerinnen Mia Hamm und Kristine Lilly „The First Soccer Academy“.

## Privates
Tisha ist Mutter von zwei Kindern.

## Erfolge
- Olympiasiegerin 1996
- Weltmeisterin 1999
- WM-Dritte 1995
- Algarve-Cup-Siegerin 2000

## Auszeichnungen
- 1994: Hermann Trophy Recipient
- 1995: ACC Athlete of the Year – Female Athlete of the Year